# Puchenii Mari
Puchenii Mari là một xã thuộc hạt Prahova, România. Dân số thời điểm năm 2002 là 9015 người.